# Grand Haven

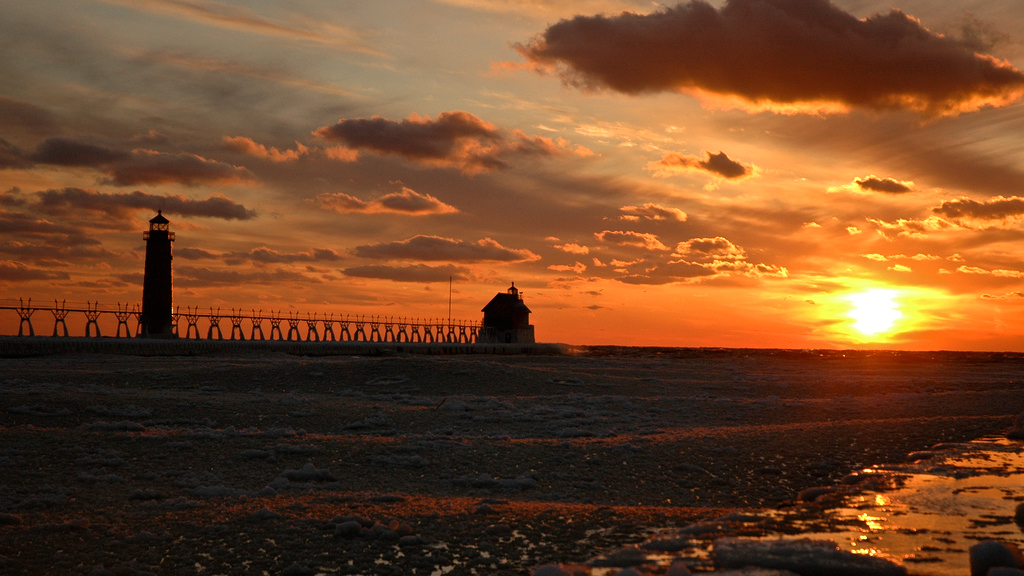
Grand Haven Lighthouse

Grand Haven (dt. Großer Hafen) ist eine Stadt im Ottawa County im US-Bundesstaat Michigan. Im Jahr 2010 lebten hier 10.412 Einwohner.

## Geographie
Nach den Angaben des United States Census Bureaus hat die Stadt eine Gesamtfläche von 19,2 km², wovon 15 km² auf Land und 4,1 km² (= 21,62 %) auf Gewässer entfallen.
Die Stadt wird durch den Grand River, der bei Grand Haven in den Michigansee mündet, von den Ortschaften Ferrysburg und Spring Lake getrennt. Zusammen werden sie auch als Tri-Cities bezeichnet. Südlich des Flusses, am Ufer des Michigansees, befindet sich der 0,2 km² große Grand Haven State Park, der für seinen Sandstrand und den Pier mit den zwei Leuchttürmen bekannt ist.

## Geschichte
Die Gründung der Stadt geht zurück auf französische Siedler und einen Pelzhandels-Aussenposten namens Gabagouache, der von Madeline La Framboise und ihrem Ehemann errichtet wurde. Der Handelsposten wurde später vom Pelzhandels-Tycoon und ersten Millionär der Vereinigten Staaten, Johann Jakob Astor, und der American Fur Company übernommen und wurde zu einem wirtschaftlichen Zentrum der Region.
Die Stadt wurde erstmals im Jahre 1835 „Grand Haven“ genannt und 1867 wurde die Ortschaft als City inkorporiert. Der erste permanente Einwohner war der presbyterianische Pfarrer William Montague Ferry (1796–1867), der die erste Kirche in der Gegend und die benachbarte Stadt Ferrysburg gründete. 1851 gründete Ferry die erste Bank der Stadt und später auch eine Schule, die Ferry Elementary, die noch heute besteht.
In der Mitte bis Ende des 19. Jahrhunderts entwickelte sich Grand Haven zu einem Holzfäller-, Sägewerks- und Verschiffungsgebiet, sowie einem Zentrum für Schiffbau. Später verschob sich der wirtschaftliche Schwerpunkt auf die Fabrikation von Autoteilen, Möbeln, Beleuchtungen und Pianos.
Die Grand-Haven-Leuchttürme wurden erstmals 1839 auf dem Südpier gebaut, um den Kanal in den Fluss zu markieren. Die heutigen Gebäude stammen aus 1875 (äußeres Licht) und 1905 (inneres Licht).

## Demographie
Die bei der Volkszählung im Jahr 2000 ermittelten 11.168 Einwohner von Grand Haven lebten in 4.979 Haushalten; darunter waren 2.892 Familien. Die Bevölkerungsdichte betrug 742 pro km². Im Ort wurden 5.532 Wohneinheiten erfasst. Unter der Bevölkerung waren 96,4 % Weiße, 0,5 % Afroamerikaner, 0,6 % amerikanische Indianer, 0,9 % Asiaten und 0,4 % von anderen Ethnien; 1,4 % gaben die Zugehörigkeit zu mehreren Ethnien an. Hispanics oder Latinos stellten 1,4 % der Bevölkerung.
Unter den 4.979 Haushalten hatten 23,8 % Kinder unter 18 Jahren; 45,5 % waren verheiratete zusammenlebende Paare. 34,8 % der Haushalte waren Singlehaushalte. Die durchschnittliche Haushaltsgröße war 2,17, die durchschnittliche Familiengröße 2,81 Personen.
Die Bevölkerung verteilte sich auf 20,1 % unter 18 Jahren, 9,2 % von 18 bis 24 Jahren, 27,6 % von 25 bis 44 Jahren, 23,4 % von 45 bis 64 Jahren und 19,6 % von 65 Jahren oder älter. Der Median des Alters betrug 40 Jahre.
Der Median des Haushaltseinkommens betrug 40.322 $, der Median des Familieneinkommens 50.000 $. Das Pro-Kopf-Einkommen in Grand Haven betrug 22.274 $. Unter der Armutsgrenze lebten 4,5 % der Bevölkerung.

## Wirtschaft und Infrastruktur
Die Hauptarbeitgeber in der Region sind die Shape Corporation (mit Hauptsitz in Grand Haven) und der Möbelhersteller Herman Miller Inc. in Spring Lake mit je rund 1600 Angestellten. Erstere beschäftigt sich mit Design, Entwicklung und Herstellung von Automobil- und Industrie-Komponenten. Die lokale Tageszeitung Grand Haven Tribune erreicht knapp 10.000 Leser. Die Stadt hat auch einen eigenen Radiosender WGHN auf den Frequenzen 92,1 MHz FM / 1370 MHz AM.
Grand Haven bietet seit Juli 2004 über das ganze Stadtgebiet einen Wireless-Internetzugang und war damit die erste Stadt in den Vereinigten Staaten.

## Verkehr
Der U.S. Highway 31 verläuft durch Grand Haven in nord-südlicher Richtung. Auf ihm erreicht man in jeweils 20 Minuten Muskegon im Norden und Holland im Süden. In Ferrysburg verzweigt der Highway M-104 nach Osten ab und führt in 10 Minuten Fahrzeit auf die Interstate 96. Auf ihr erreicht man in weiteren 30 Minuten die Stadt Grand Rapids.
In Grand Haven befindet sich außerdem der Regionalflughafen Grand Haven Memorial Airport.
1858 stellte die Detroit & Milwaukee Railroad Company die Bahnstrecke von Detroit über Owosso, Ionia und Grand Rapids nach Grand Haven fertig. 1903 nahm die Grand Trunk Car Ferry Line den Fährverkehr von Grand Haven über den Michigan-See nach Milwaukee aufgenommen. Die Fähren transportierten Passagiere und Frachtzüge. Diese Verbindung wurde 1933 nach Muskegon verlagert und 1955 eingestellt.
Die frühere Station der Grand Trunk Railway in der Nähe des Flusses ist heute ein historisches Museum.

## Bildung
In Grand Haven gibt es zwei Highschools: die Central High School und die Grand Haven High School. Letztere betreibt seit dem Schuljahr 2006/07 einen Schüleraustausch mit dem Thomas-Mann-Gymnasium in München.

## Kultur
Die United States Coast Guard hat seit 1932 einen Standort in der Grand Haven. Heute werden von dort alle Aktivitäten im Michigansee koordiniert. Die Stadt beherbergt auch ein jährliches Coast Guard Festival, das über zwei Wochen mehr als 300.000 Besucher anzieht. Grand Haven besitzt als einzige Stadt in den USA die offizielle Bezeichnung "Coast Guard City, USA" durch ein vom Kongress erlassenes Gesetz, das am 13. November 1998 von Präsident Bill Clinton unterzeichnet wurde.
1962 wurde der Grand Haven Musical Fountain auf dem gegenüberliegenden Ufer des Grand Rivers gebaut. Er war damals der weltweit größte Brunnen dieser Art, wird heute aber vom Brunnen des Hotels Bellagio am Las Vegas Strip übertroffen. In den Sommermonaten spielt er täglich jeden Abend.
Das Tri-Cities Historical Museum in Grand Haven wurde 1959 eröffnet und handelt von der lokalen Geschichte und allgemein den frühesten Entwicklungen von Westmichigan. Es verzeichnet jährlich rund 30.000 Besucher.